# Leichtathletik-Europameisterschaften 2018/Speerwurf der Frauen

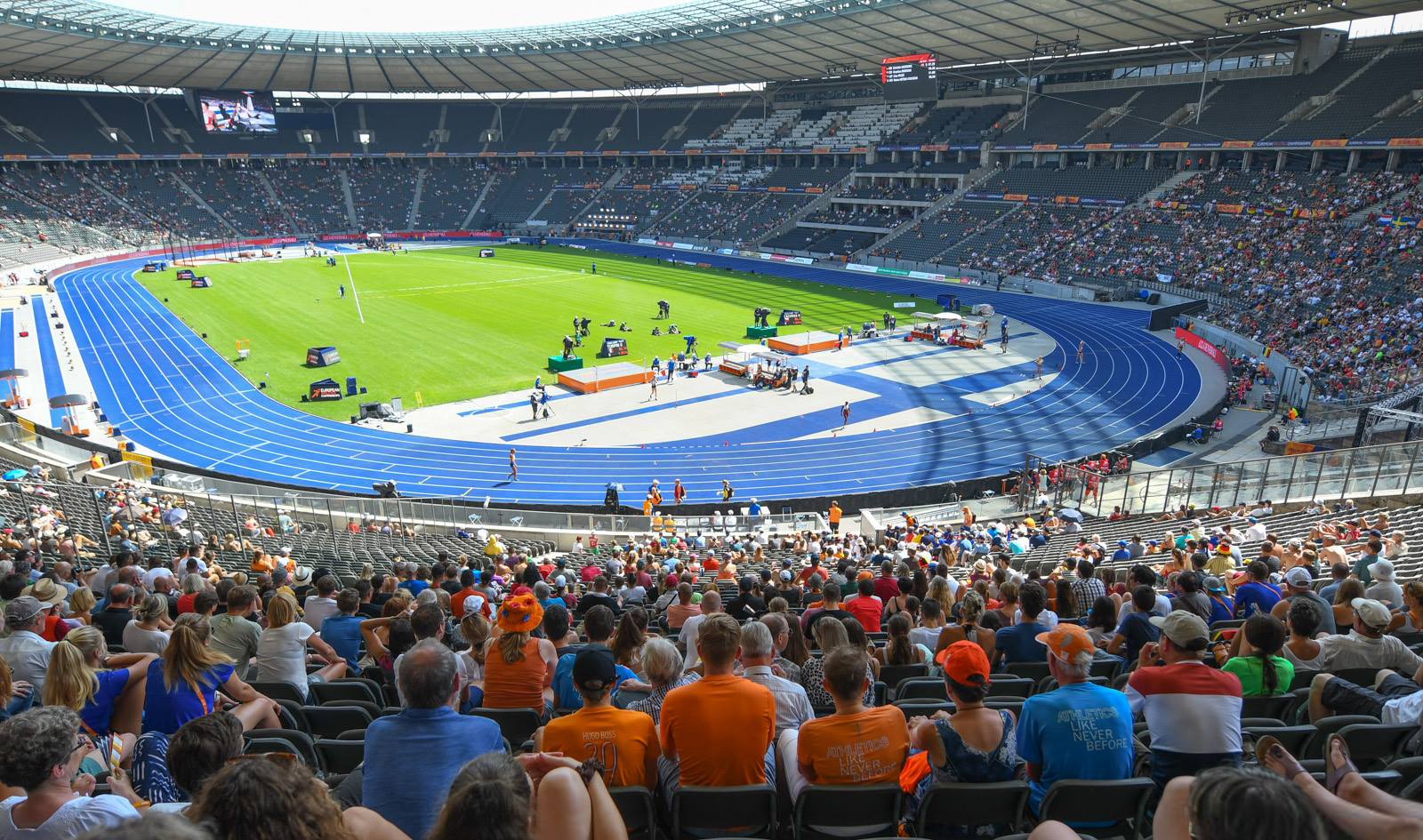
Das Berliner Olympiastadion am 9. August 2018

Der Speerwurf der Frauen bei den Leichtathletik-Europameisterschaften 2018 fand am 9. und 10. August im Olympiastadion der deutschen Hauptstadt Berlin statt.
Europameisterin wurde die Deutsche Christin Hussong. Sie siegte vor der Tschechin Nikola Ogrodníková und Liveta Jasiūnaitė aus Litauen.

## Rekorde

### Bestehende Rekorde
| Weltrekord           | 72,28 m | Barbora Špotáková | Stuttgart, Deutschland  | 13. September 2008 |
| Europarekord         | 72,28 m | Barbora Špotáková | Stuttgart, Deutschland  | 13. September 2008 |
| Meisterschaftsrekord | 67,47 m | Mirela Manjani    | EM München, Deutschland | 8. August 2002     |

### Rekordverbesserung
Der bestehende EM-Rekord wurde verbessert:

67,90 m – Christin Hussong (Deutschland), Finale am 10. August (erster Versuch)

## Legende
Kurze Übersicht zur Bedeutung der Symbolik – so üblicherweise auch in sonstigen Veröffentlichungen verwendet:
| CR  | Championshiprekord             |
| PB  | Persönliche Bestleistung       |
| SB  | Persönliche Jahresbestleistung |
| e   | egalisiert                     |
| NM  | keine Weite (no mark)          |
| ogV | ohne gültigen Versuch          |
| –   | verzichtet                     |
| x   | ungültig                       |

## Qualifikation
23 Wettbewerberinnen traten in zwei Gruppen zur Qualifikationsrunde an. Fünf von ihnen (hellblau unterlegt) übertrafen die Qualifikationsweite für den direkten Finaleinzug von 60,50 m. Damit war die Mindestzahl von zwölf Finalteilnehmerinnen nicht erreicht. Das Finalfeld wurde mit den sieben nächstplatzierten Sportlerinnen (hellgrün unterlegt) auf zwölf Werferinnen aufgefüllt. So reichten für die Finalteilnahme schließlich 59,29 m.

### Gruppe A

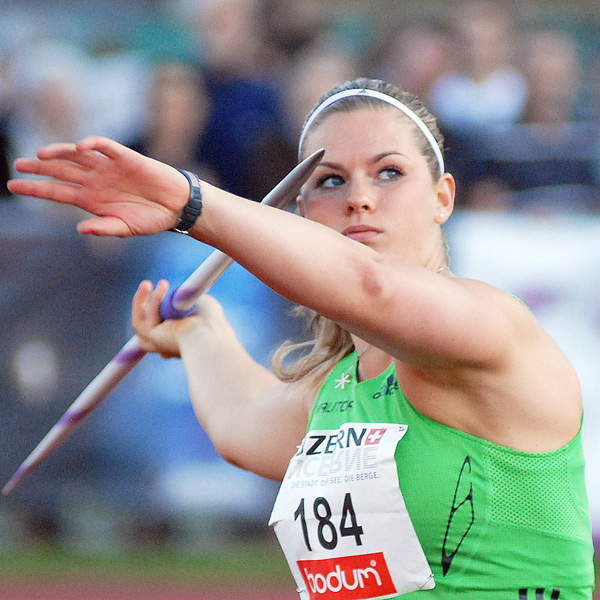
Ásdís Hjálmsdóttir schied mit 58,64 m in der Qualifikation aus
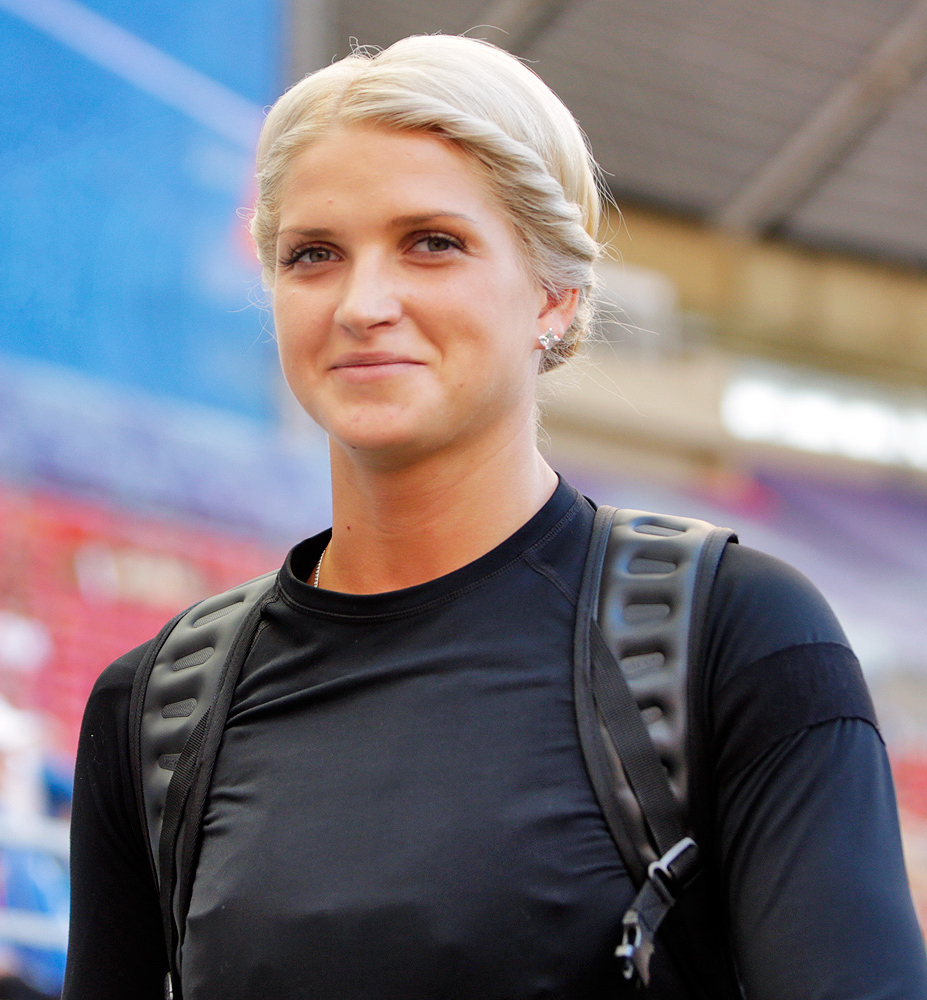
53,95 m reichten n Līna Mūze nicht für den Finaleinzug

9. August 2018, 12:30 Uhr MESZ
| Platz | Athletin              | Land        | Versuchsserie (m) | Versuchsserie (m) | Versuchsserie (m) | Weite (m) |
| Platz | Athletin              | Land        | 1. Versuch        | 2. Versuch        | 3. Versuch        | Weite (m) |
| ----- | --------------------- | ----------- | ----------------- | ----------------- | ----------------- | --------- |
| 01    | Christin Hussong      | Deutschland | 67,29             | –                 | –                 | 67,29 PB  |
| 02    | Liveta Jasiūnaitė     | Litauen     | 58,07             | 61,61             | –                 | 61,61 PBe |
| 03    | Nikola Ogrodníková    | Tschechien  | 59,04             | 61,27             | –                 | 61,27     |
| 04    | Marija Vučenović      | Serbien     | 47,94             | 59,98             | 54,89             | 59,98     |
| 05    | Jenni Kangas          | Finnland    | 59,96             | x                 | 59,09             | 59,96 SB  |
| 06    | Madara Palameika      | Lettland    | 57,44             | x                 | 60,21             | 60,21     |
| 07    | Alexie Alaïs          | Frankreich  | 53,03             | 59,29             | 54,65             | 59,29     |
| 08    | Ásdís Hjálmsdóttir    | Island      | 58,64             | x                 | 56,41             | 58,64     |
| 09    | Arantza Moreno        | Spanien     | 55,30             | 56,33             | 55,09             | 56,33     |
| 10    | Līna Mūze             | Lettland    | 51,88             | 53,83             | 53,95             | 53,95     |
| 11    | Dana Bergrath         | Deutschland | 53,61             | x                 | x                 | 53,61     |
| 12    | Hanna Hazko-Fedussowa | Ukraine     | 50,50             | 52,86             | 53,08             | 53,08     |

### Gruppe B

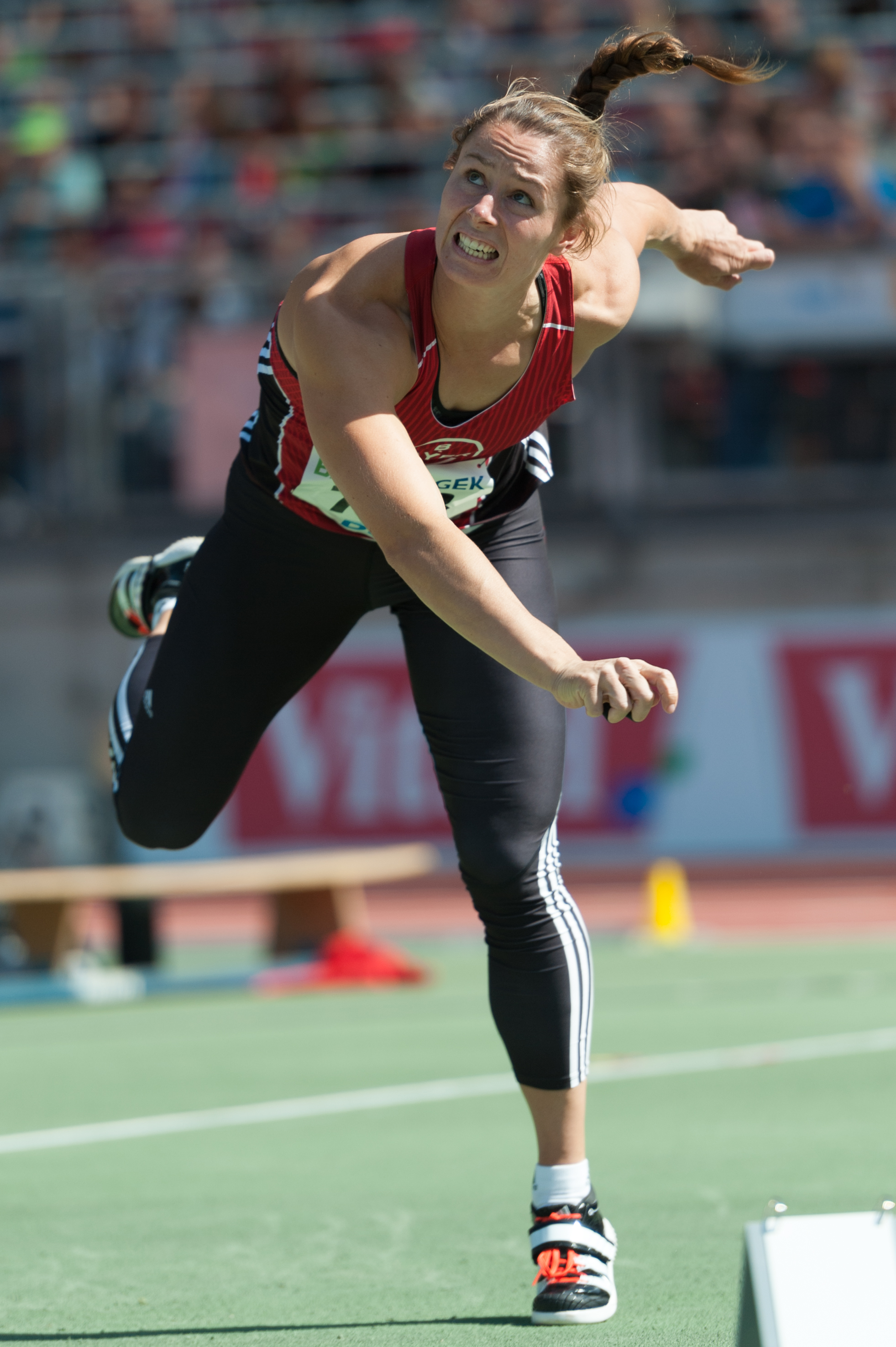
Die Weltmeisterin von 2015 Katharina Molitor erzielte 58,00 m und scheiterte damit in der Qualifikation

9. August 2018, 13:50 Uhr MESZ
| Platz | Athletin               | Land         | Versuchsserie (m) | Versuchsserie (m) | Versuchsserie (m) | Weite (m) |
| Platz | Athletin               | Land         | 1. Versuch        | 2. Versuch        | 3. Versuch        | Weite (m) |
| ----- | ---------------------- | ------------ | ----------------- | ----------------- | ----------------- | --------- |
| 01    | Martina Ratej          | Slowenien    | 58,53             | 61,69             | –                 | 61,69     |
| 02    | Tazzjana Chaladowitsch | Belarus      | 59,08             | x                 | 61,21             | 61,21     |
| 03    | Sofi Flink             | Schweden     | 57,92             | 57,46             | 59,58             | 59,58     |
| 04    | Sigrid Borge           | Norwegen     | 57,35             | x                 | 59,55             | 59,55     |
| 05    | Irena Šedivá           | Tschechien   | x                 | 59,34             | –                 | 59,34     |
| 06    | Lidia Parada           | Spanien      | 58,08             | x                 | 55,59             | 58,08     |
| 07    | Katharina Molitor      | Deutschland  | 55,34             | 56,85             | 58,00             | 58,00     |
| 08    | Eda Tuğsuz             | Türkei       | 57,75             | x                 | 57,77             | 57,77     |
| 09    | Anete Kociņa           | Lettland     | 55,45             | 57,48             | 56,66             | 57,48     |
| 10    | Sofia Yfandidou        | Griechenland | 45,65             | 52,26             | x                 | 52,26     |
| NM    | Liina Laasma           | Estland      | x                 | x                 | x                 | ogV       |

## Finale
10. August 2018, 20:25 Uhr MESZ
| Platz | Athletin               | Land        | Versuchsserie (m) | Versuchsserie (m) | Versuchsserie (m) | Versuchsserie (m)                           | Versuchsserie (m)                           | Versuchsserie (m)                           | Weite (m) |
| Platz | Athletin               | Land        | 1. Versuch        | 2. Versuch        | 3. Versuch        | 4. Versuch                                  | 5. Versuch                                  | 6. Versuch                                  | Weite (m) |
| ----- | ---------------------- | ----------- | ----------------- | ----------------- | ----------------- | ------------------------------------------- | ------------------------------------------- | ------------------------------------------- | --------- |
|       | Christin Hussong       | Deutschland | 67,90             | 62,53             | x                 | x                                           | x                                           | 59,15                                       | 67,90 CR  |
|       | Nikola Ogrodníková     | Tschechien  | 61,85             | 59,23             | 61,05             | x                                           | x                                           | 61,81                                       | 61,85     |
|       | Liveta Jasiūnaitė      | Litauen     | 60,51             | 58,24             | 61,00             | 61,59                                       | 60,38                                       | x                                           | 61,59     |
| 4     | Martina Ratej          | Slowenien   | 60,64             | x                 | 61,41             | x                                           | 58,62                                       | 59,70                                       | 61,41     |
| 5     | Tazzjana Chaladowitsch | Belarus     | 60,92             | x                 | x                 | 60,06                                       | x                                           | 60,27                                       | 60,92     |
| 6     | Alexie Alaïs           | Frankreich  | 60,01             | 57,19             | 59,69             | 56,99                                       | 57,42                                       | 57,71                                       | 60,01     |
| 7     | Irena Šedivá           | Tschechien  | 59,76             | 53,22             | 58,42             | 58,36                                       | 58,75                                       | 58,96                                       | 59,76     |
| 8     | Sigrid Borge           | Norwegen    | 54,88             | 59,60             | 59,40             | x                                           | x                                           | x                                           | 59,60     |
| 9     | Madara Palameika       | Lettland    | x                 | x                 | 57,98             | nicht im Finale der besten acht Werferinnen | nicht im Finale der besten acht Werferinnen | nicht im Finale der besten acht Werferinnen | 57,98     |
| 10    | Sofi Flink             | Schweden    | 55,70             | 56,68             | 56,91             | nicht im Finale der besten acht Werferinnen | nicht im Finale der besten acht Werferinnen | nicht im Finale der besten acht Werferinnen | 56,91     |
| 11    | Marija Vučenović       | Serbien     | 50,75             | 55,23             | 51,67             | nicht im Finale der besten acht Werferinnen | nicht im Finale der besten acht Werferinnen | nicht im Finale der besten acht Werferinnen | 55,23     |
| 12    | Jenni Kangas           | Finnland    | 53,97             | 54,18             | 54,92             | nicht im Finale der besten acht Werferinnen | nicht im Finale der besten acht Werferinnen | nicht im Finale der besten acht Werferinnen | 54,92     |

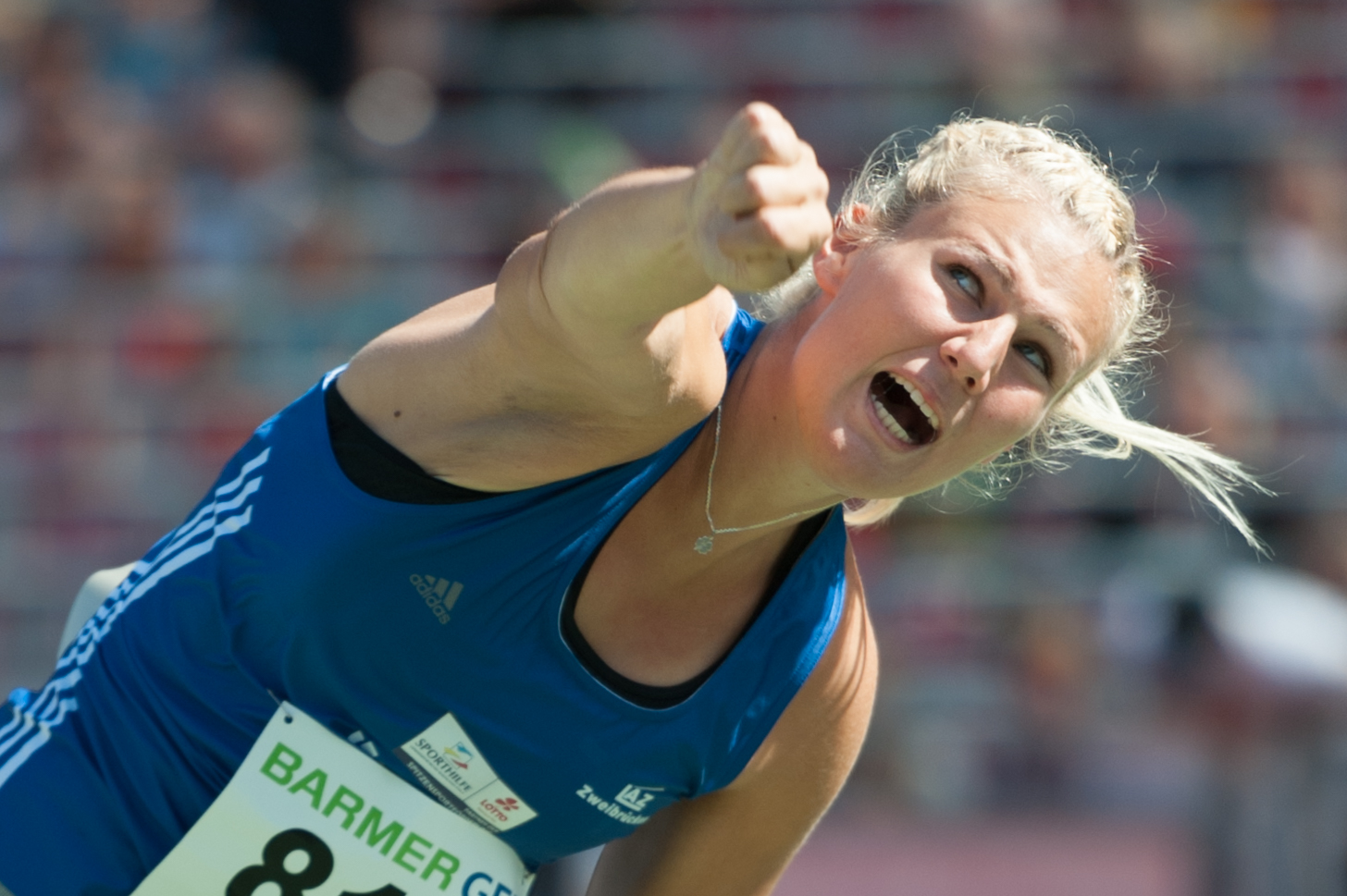
Europameisterin Christin Hussong

Im Speerwurf war der Kreis der Favoritinnen nicht ganz einfach auszumachen. Mit Barbora Špotáková und Christina Obergföll waren zwei Athletinnen, die in den letzten Jahren das Geschehen stark mitgeprägt hatten, nicht mehr dabei. Andere bereits erfolgreiche Werferinnen hatten in der Saison 2018 noch keine besonderen Leistungen gezeigt. Dazu gehörten die deutsche Weltmeisterin von 2015 Katharina Molitor und die belarussische Europameisterin von 2016 Tazzjana Chaladowitsch. Weitere Medaillenkandidatinnen waren unter anderem die kroatische EM-Dritte von 2016 und WM-Vierte von 2017 Sara Kolak, die türkische WM-Fünfte von 2017 Eda Tuğsuz sowie die Deutsche Christin Hussong, die in der Qualifikation die weitaus beste Weite erzielt hatte und unter anderem WM-Sechste von 2015 war. Sowohl Molitor als auch Tuğsuz waren hier allerdings bereits in der Qualifikation ausgeschieden.
Gleich im ersten Durchgang schockierte Hussong die Konkurrenz mit einem Wurf auf 67,90 m. Damit hatte sie Špotákovás EM-Rekord um 43 Zentimeter verbessert. Mit deutlichem Abstand folgte die Tschechin Nikola Ogrodníková mit 61,85 m auf Position zwei vor Chaladowitsch, die 60,92 m erzielt hatte. Knapp dahinter lagen Ratej mit 60,64 m und Liveta Jasiūnaitė aus Litauen mit 60,51 m. Sechste war die Französin Alexie Alaïs mit 60,01 m. Auch in Runde zwei erzielte Hussong mit 62,53 m die größte Weite. Darüber hinaus gab es in dieser Versuchsreihe kein Resultat jenseits von sechzig Metern. Im dritten Durchgang eroberte Ratej mit 61,41 m zwischenzeitlich den Bronzerang. Auch Jasiūnaitė steigerte sich jetzt auf genau 61,00 m und war damit Vierte. Die zweitplatzierte Ogrodníková warf 61,05 m, was für die allerdings keine Verbesserung bedeutete.
In den Runden vier und fünf gab es durch Jasiūnaitė nur jeweils einen Versuch über der 60-Meter-Marke. Sie erzielte mit ihrem vierten Wurf 61,59 m und verdrängte Ratej damit von Rang drei. Im fünften Durchgang kam Jasiūnaitė auf 60,38 m. Die letzte Versuchsreihe brachte keine Änderungen mehr. Ogrodníková gelangen noch einmal 61,81 m, aber sie hatte ja bereits vier Zentimeter mehr zu Buche stehen. Damit waren alle Entscheidungen gefallen. Christin Hussong wurde Europameisterin mit einem Vorsprung von mehr als sechs Metern vor der Silbermedaillengewinnerin Nikola Ogrodníková. Liveta Jasiūnaitė gewann Bronze. Martina Ratej verfehlte als Vierte einen Medaillenrang nur um achtzehn Zentimeter. Tazzjana Chaladowitsch kam auf den fünften Platz vor Alexie Alaïs. Alle anderen Werferinnen blieben mit ihren besten Würfen unterhalb von sechzig Metern.

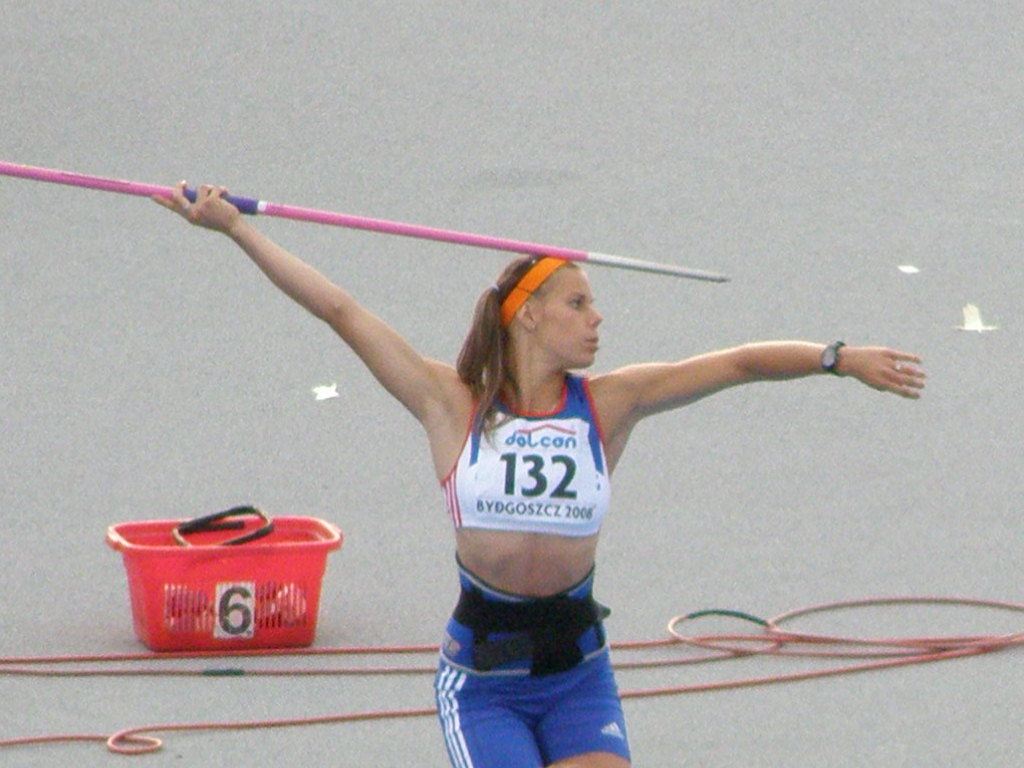
Vizeeuropameisterin Nikola Ogrodníková
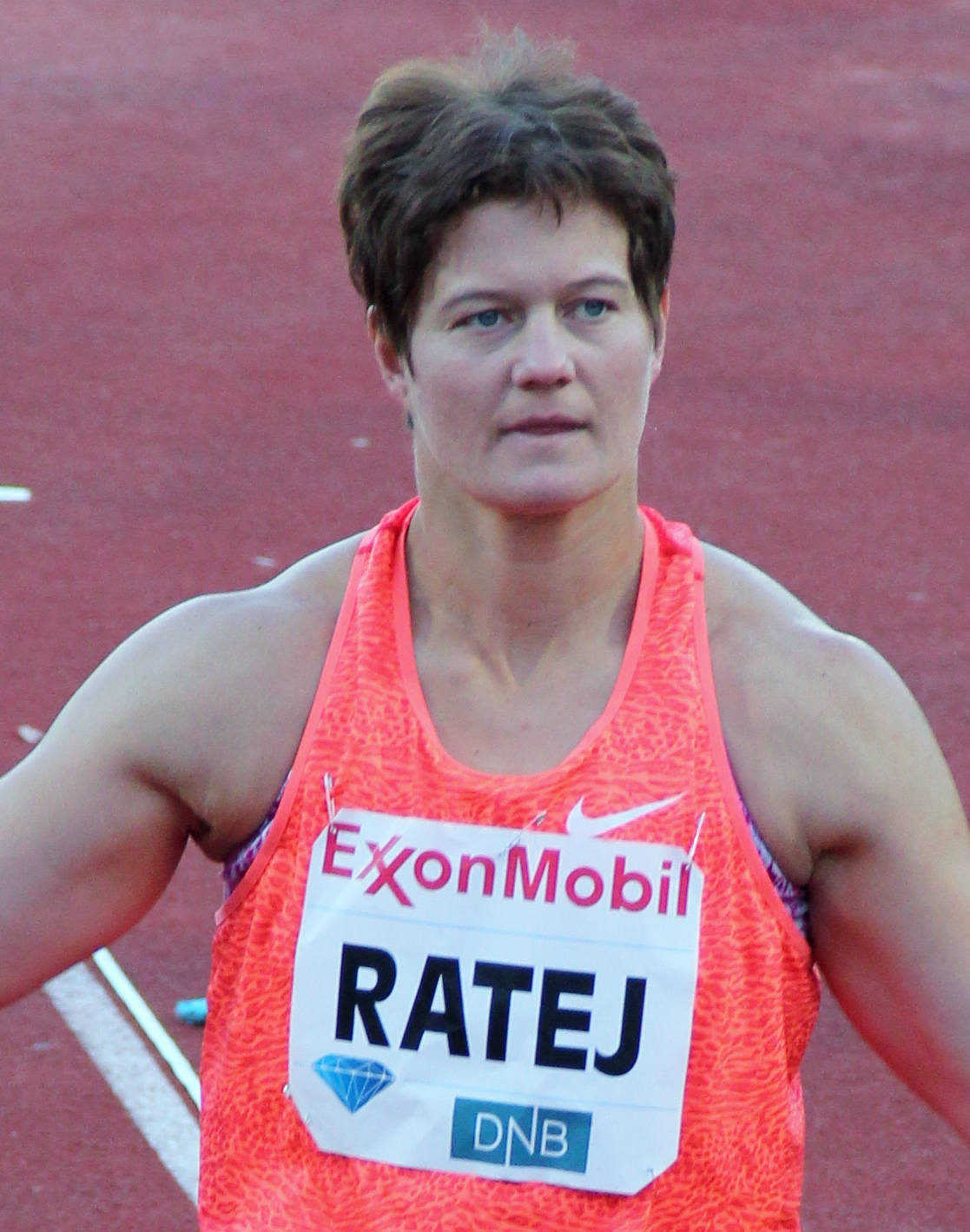
Martina Ratej wurde Vierte
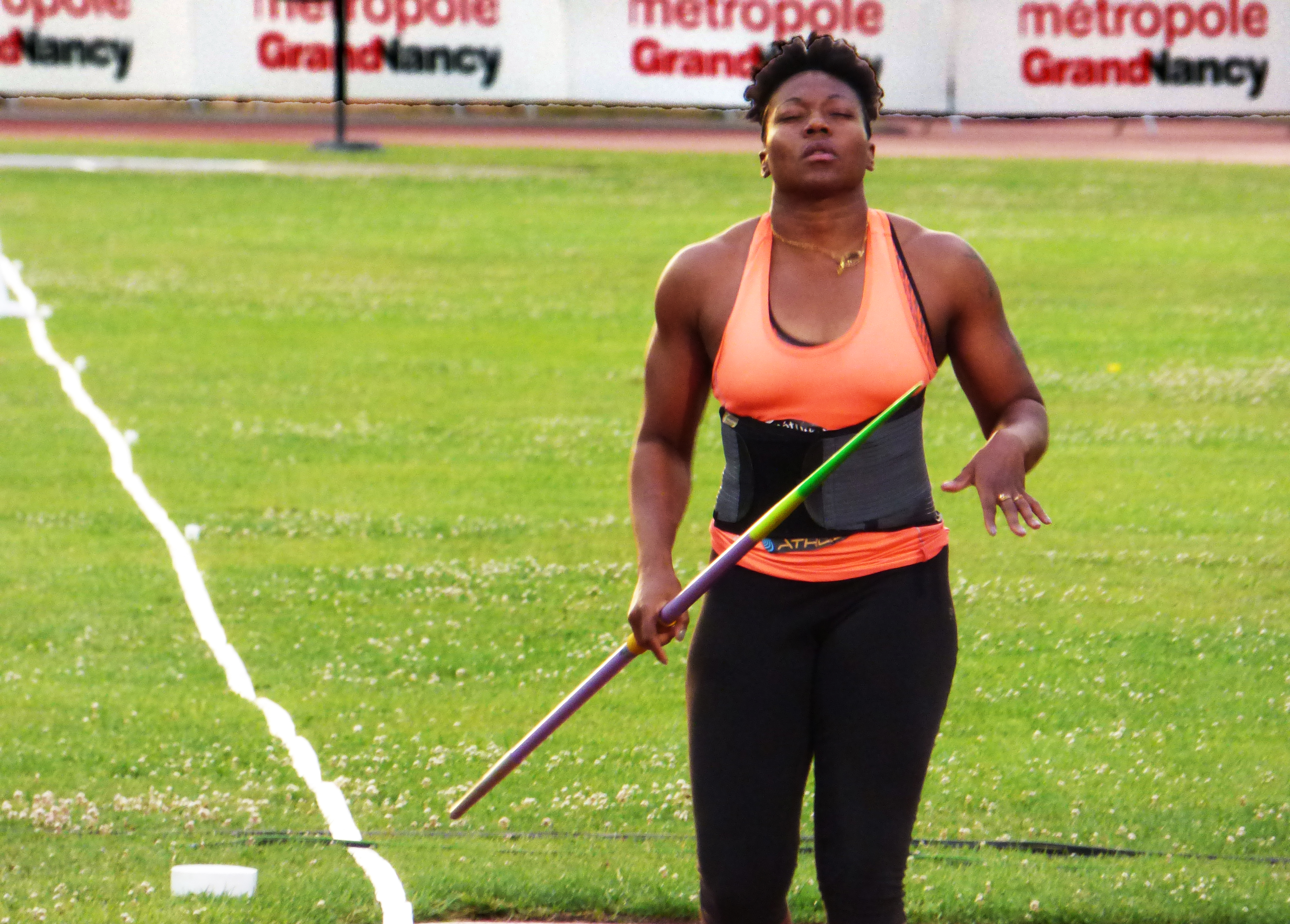
Rang sechs für Alexie Alaïs

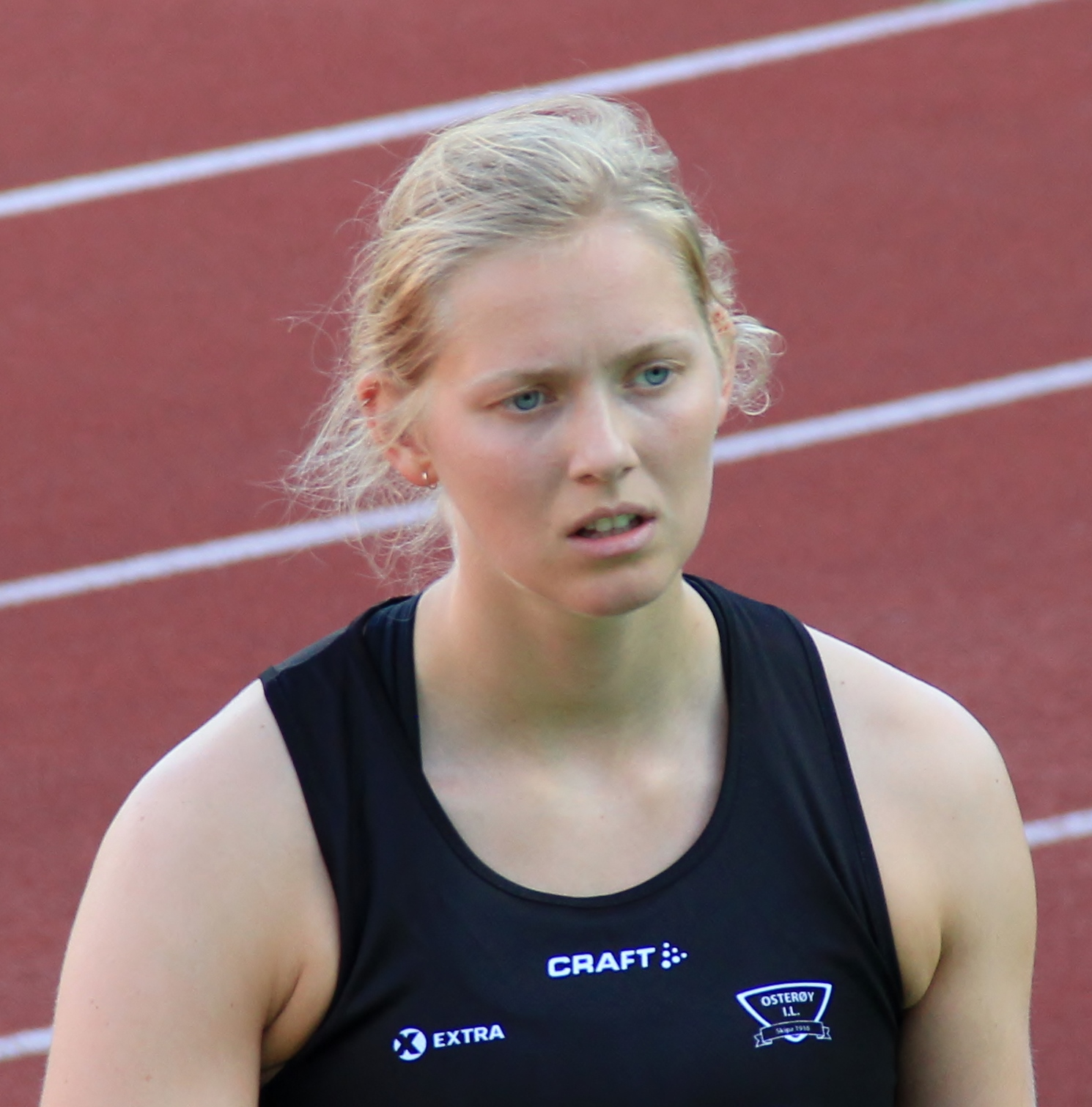
Sigrid Borge kam auf den achten Platz
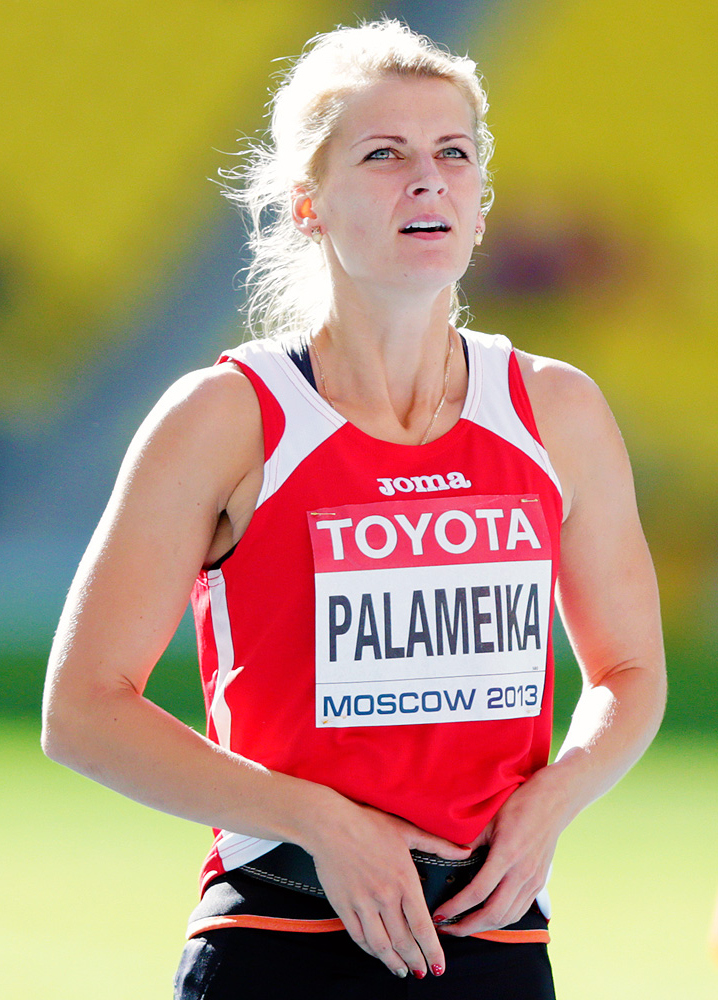
Madara Palameika belegte Rang neun
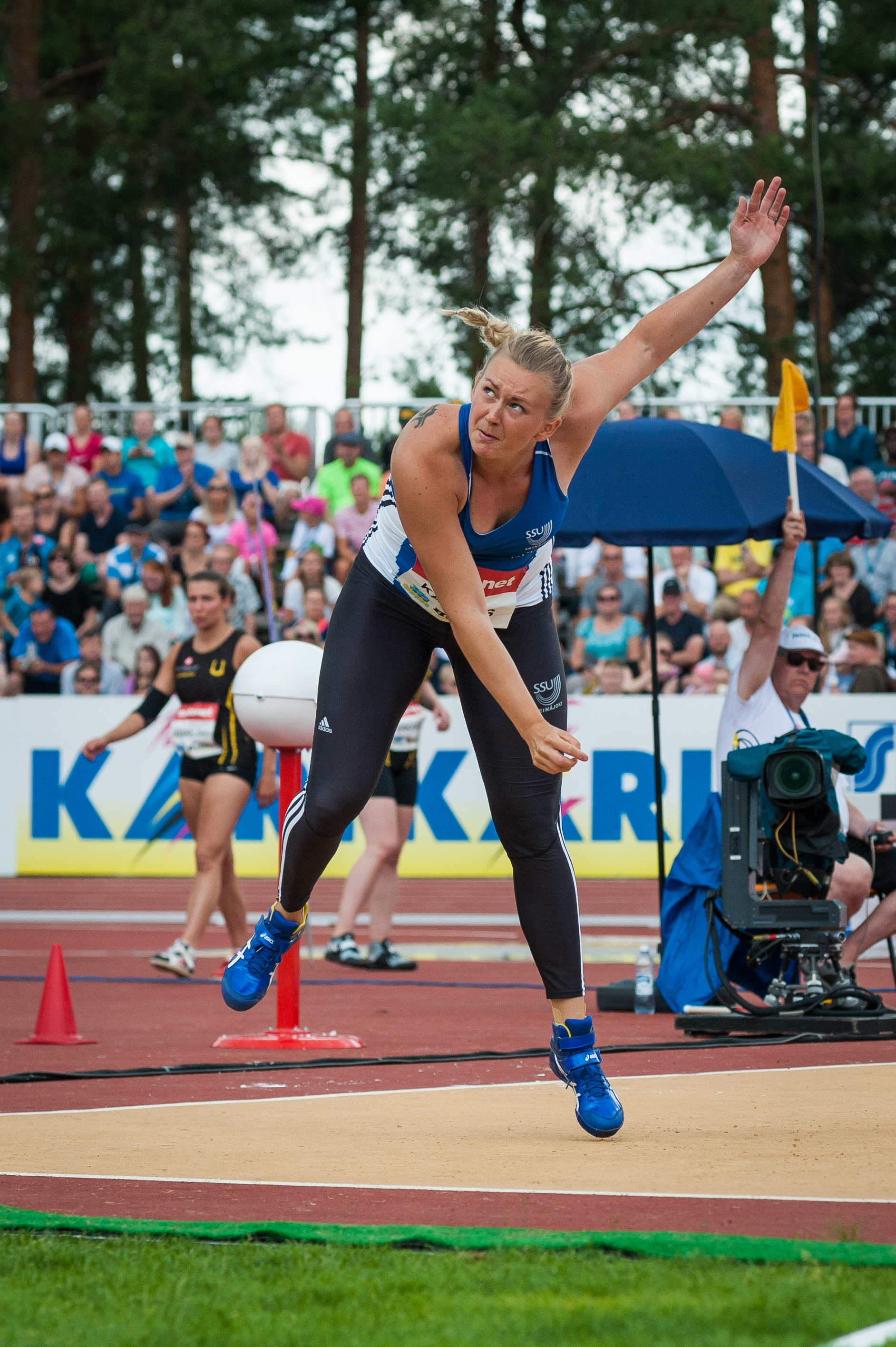
Jenni Kangas erreichte den zwölften Platz